# Phelsuma standingi
Phelsuma standingi Methuen & Hewitt, 1913 è un sauro della famiglia Gekkonidae, endemico del Madagascar.

## Descrizione
È un sauro che può raggiungere i 28 cm di lunghezza; la livrea ha una colorazione che varia dal grigio al marrone; la coda è azzurrastra, mentre la testa è generalmente verde.
Presenta un evidente dimorfismo sessuale: in zona cloacale il maschio presenta pori preanali molto accentuati rispetto alla femmina ed un rigonfiamento nella zona degli emipeni.

## Biologia
È un geco arboricolo, attivo nelle ore diurne.
È una specie prevalentemente insettivora, che integra la propria dieta con frutta e polline.

## Distribuzione e habitat
L'areale della specie è ristretto alle foreste del fiume Onilahy, nel Madagascar sud-occidentale.

## Conservazione
La IUCN Red List, a causa della progressiva distruzione del suo habitat causato dalla deforestazione, classifica P. standingi come specie Vulnerabile.

Gran parte del suo attuale areale ricade all'interno del Parco nazionale di Zombitse-Vohibasia.
È inserita nella Appendice II della Convention on International Trade of Endangered Species (CITES)